# Pedaggio del Sund

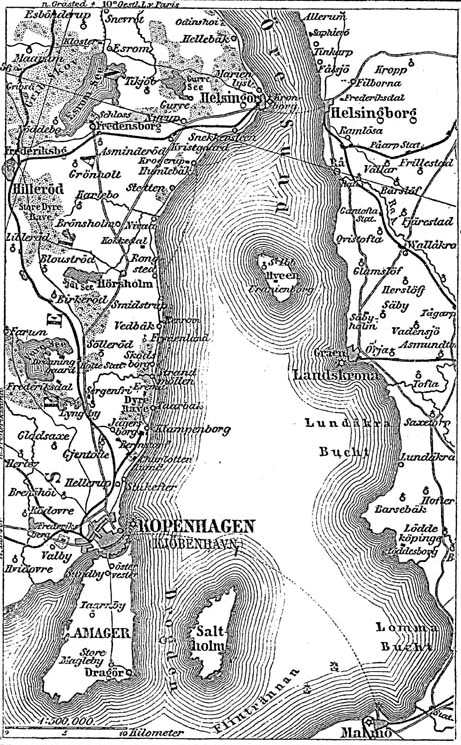
Mappa della linea costiera danese a ovest e della linea costiera svedese a est. Dal 1888

Il Pedaggio del Sund o pedaggio dello stretto oppure dazio dell'Øresund, (in danese Øresundstolden) era un pedaggio sull'uso dell'Øresund che costituiva fino a due terzi delle entrate statali della Danimarca nel XVI e XVII secolo. Le quote furono introdotte dal re Eric di Pomerania nel 1429 e rimasero in vigore fino alla Convenzione di Copenaghen del 1857 (con la sola eccezione delle navi svedesi tra il 1660 e il 1712). I pedaggi nel Grande Belt venivano riscossi dalla Corona danese almeno un secolo prima dell'istituzione dei pedaggi da parte di Eric di Pomerania.
Tutte le navi straniere che attraversavano lo stretto, qualunque fosse la loro destinazione, dovevano fermarsi a Helsingør e pagare un pedaggio alla Corona danese. Se una nave rifiutava di fermarsi, i cannoni sia da Helsingør che da Helsingborg potevano aprire il fuoco e affondarla. Nel 1567, il pedaggio fisso fu convertito in una tassa dell'1–2% sul valore del carico, garantendo così entrate tre volte maggiori. Per evitare che i capitani sottostimassero il valore del carico, alla Corona era riservato il diritto di acquistare il carico al valore dichiarato.
Per evitare che le navi prendessero semplicemente una rotta diversa, venivano riscossi pedaggi anche negli altri due stretti danesi, il Grande Belt e il Piccolo Belt; a volte alle navi non danesi era vietato utilizzare altri corsi d'acqua che non fossero l'Øresund, e le navi che trasgredivano questa regola venivano confiscate o affondate.
Il Pedaggio del Sund rimase la più importante fonte di reddito diretto per la monarchia danese per diversi secoli, rendendo i sovrani danesi relativamente indipendenti dal Consiglio privato danese e dall'aristocrazia.
L'imposizione era irritante per le nazioni impegnate nel commercio nel Mar Baltico, in particolare per la Svezia, che pure era stata inizialmente esentata dalle quote al momento della loro introduzione perché era allora parte dell'Unione di Kalmar insieme alla Danimarca. Tuttavia, dopo la guerra di Kalmar e il trattato di Knäred del 1613, la Danimarca introdusse tasse sui carichi provenienti dai possedimenti baltici svedesi e sulle navi non svedesi che trasportavano merci svedesi. L'attrito sulla questione dei pedaggi fu il casus belli ufficiale della guerra di Torstenson nel 1643.
Nel 1658 la Danimarca dovette cedere le sue province a est del Sund (Scania, Halland, Blekinge, Bohuslän e l'isola di Ven) alla Svezia in seguito alla Seconda guerra del nord. Pertanto, il pedaggio non poteva essere applicato come prima, ma la Danimarca mantenne il suo diritto stabilito sui pedaggi. Il trasporto marittimo svedese divenne esente dai pedaggi solo con il Trattato di Copenaghen, firmato il 27 maggio 1660. L'esenzione fu revocata dopo la sconfitta della Svezia nella Grande guerra del Nord e il Trattato di Frederiksborg del 1720, sebbene la sponda orientale dello stretto fosse diventata svedese.

## Convenzione di Copenaghen
La Convenzione di Copenaghen, entrata in vigore il 14 marzo 1857, abolì i dazi e tutti gli stretti danesi divennero libere vie d'acqua internazionali per tutte le navi militari e commerciali. Era stato sempre più evidente che i dazi del Sund avevano un impatto negativo sul porto e sui commercianti di Copenaghen, sebbene fossero un ottavo del reddito statale danese; le nazioni marittime del mondo stavano d'altronde diventando sempre meno tolleranti di questi pedaggi e restrizioni. Quale compenso per l'abolizione, lo Stato danese ebbe un versamento una tantum di 33,5 milioni di rigsdaler danesi, pagato alla Danimarca dalle altre nazioni marittime europee che avevano firmato la Convenzione. Della quota totale, la Gran Bretagna pagò circa un terzo e la Russia un altro terzo. Una convenzione simile tra la Danimarca e gli Stati Uniti, firmata a Washington lo stesso anno, concesse alle navi americane il passaggio gratuito in perpetuo per una tassa una tantum di 393000 $.